# Heinrich Schmidt (Landschöffe)

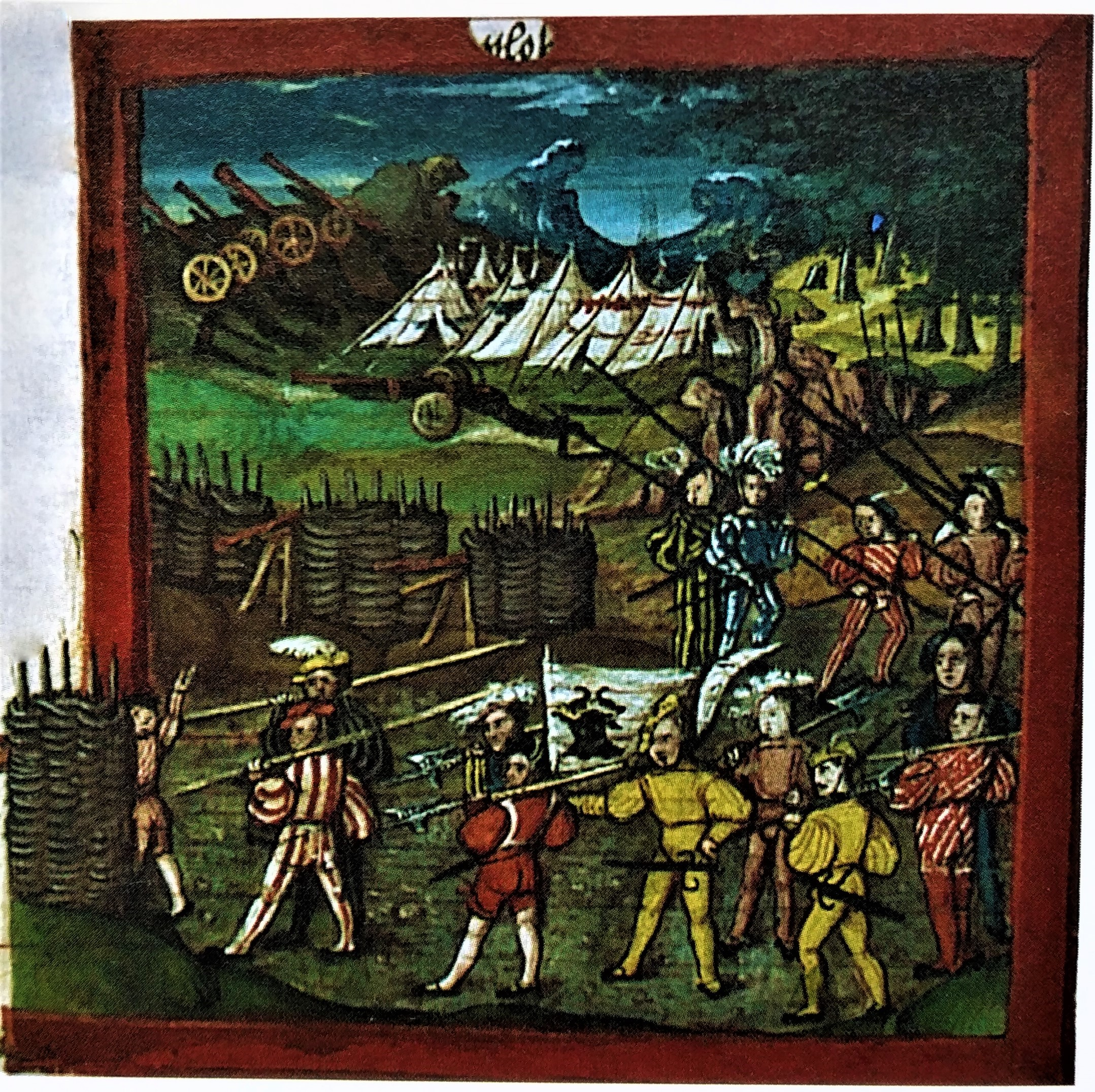
1304, Getreue Heinrichs II. von Mecklenburg im Heereszug nach Böhmen

Heinrich Schmidt (* um 1250; † vor 1320), rittermäßiger Vasall des Fürsten Heinrich II. von Mecklenburg, war Lokator, Lehnnehmer, Landschöffe und Dorfrichter von Cölpin.

## Leben
Heinrich Schmidt wurde als Lokator von Cölpin eingesetzt, das Dorf wurde von Markgraf Albrecht von Brandenburg gegründet. Der älteste Lokatorensohn Arndt wird 1287 als Arnoldus de Culpin in Neubrandenburg als Rat beschrieben, 1304 wird er im Wittmanndorfer Vertrag zusammen mit Vicke von Plote als de rad von Nygen-Brandenborch genannt, 1305 dann als Bürger (Arn. Culpin). Die Schmidts gehörten zu den Schöffenbaren Geschlechtern der Herzöge von Mecklenburg.
Fürst Heinrich II. von Mecklenburg belehnte am 1. November 1306 Arndt, Jakob und Otto, Heinrich Schmidts Söhne und dessen Nachkommen mit dem Ort Cölpin. In der Lehnurkunde werden die Schmidts nach dem böhmischen Feldzug ab 1306 vom Kriegsdienst und von der Landbede freigesprochen. Der Fürst bezeichnete sie als Getreue und Vasallen und gab ihnen vier Freihufen am westlichen Dorfende.

## Geschichte

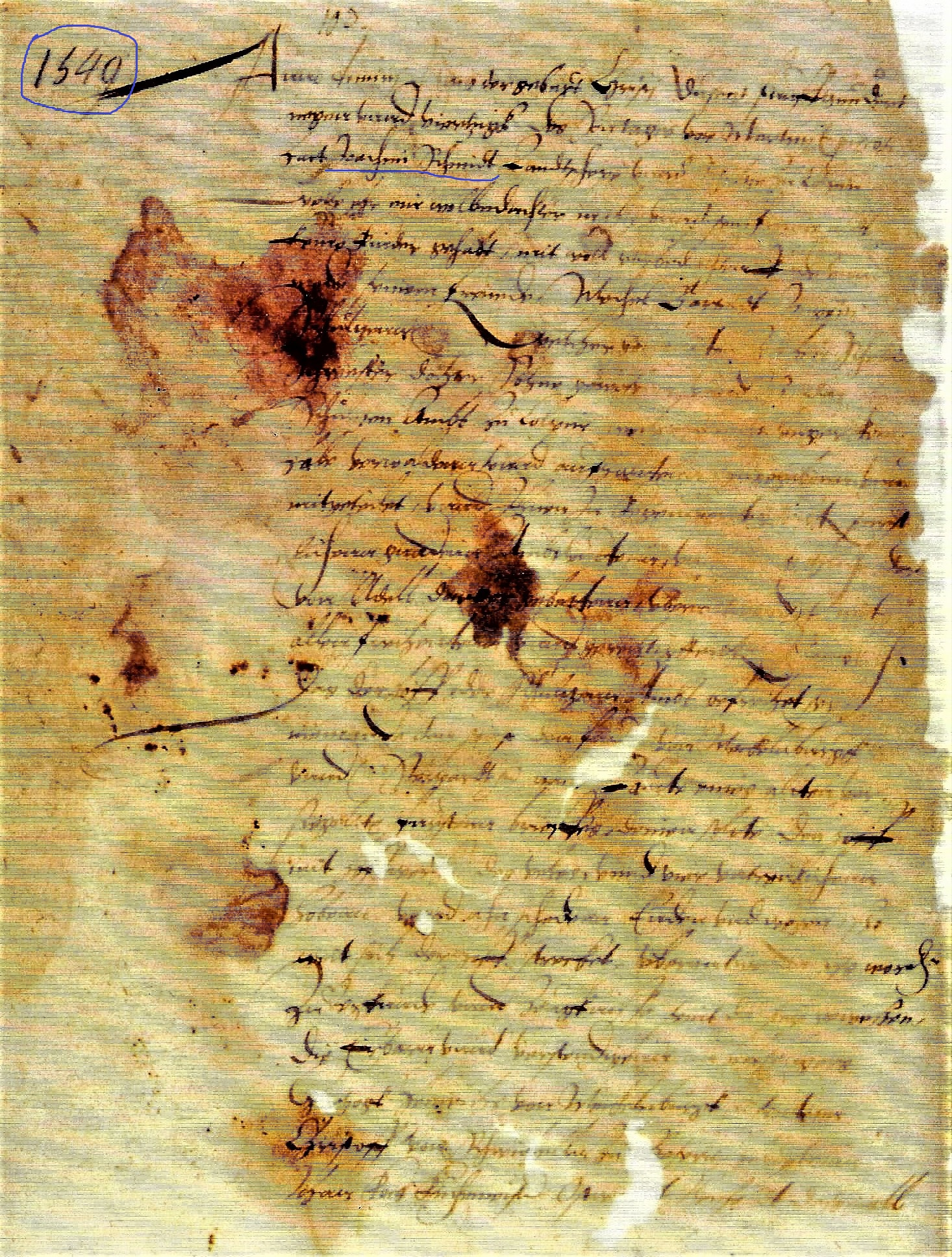
Landtagsvorlage 1549, Neubelehnung Cölpins

Heinrich Schmidt wurde 1306 von Heinrich II. dem Löwen als unseren Vasallen bezeichnet, der rittermäßige Vasall wurde dem damaligen Gude manne gleichgesetzt; noch 1504 hieß es in der Einladung zum Landtag in Cölpin: „Prälaten, gudemanne und vnderthanen im landt zu Stargardt gesessen“. Dem örtlich dominierenden adeligen Vasallen von Dewitz wird die Gewaltenteilung im Dorf Cölpin nicht gefallen haben, sie versuchten 243 Jahre später das freie Bauerngeschlecht Schmidt auf einem Landtag im Jahr 1549 in Cölpin zu legen. Der kinderlose Lehnschulze und Landschöffe Joachim Schmidt wollte seine Stelle an einen Großneffen abtreten. Hierfür wurden die Lehnurkunden der Familie Schmidt von 1306 vorgelegt. Auf einer Feier in der Burg Stargard besetzte der Landesherr die Lehnschulzenstelle der Schmidts durch den Großneffen Michel Barteldt. Dieser übte das Amt nur bis 1558 aus.

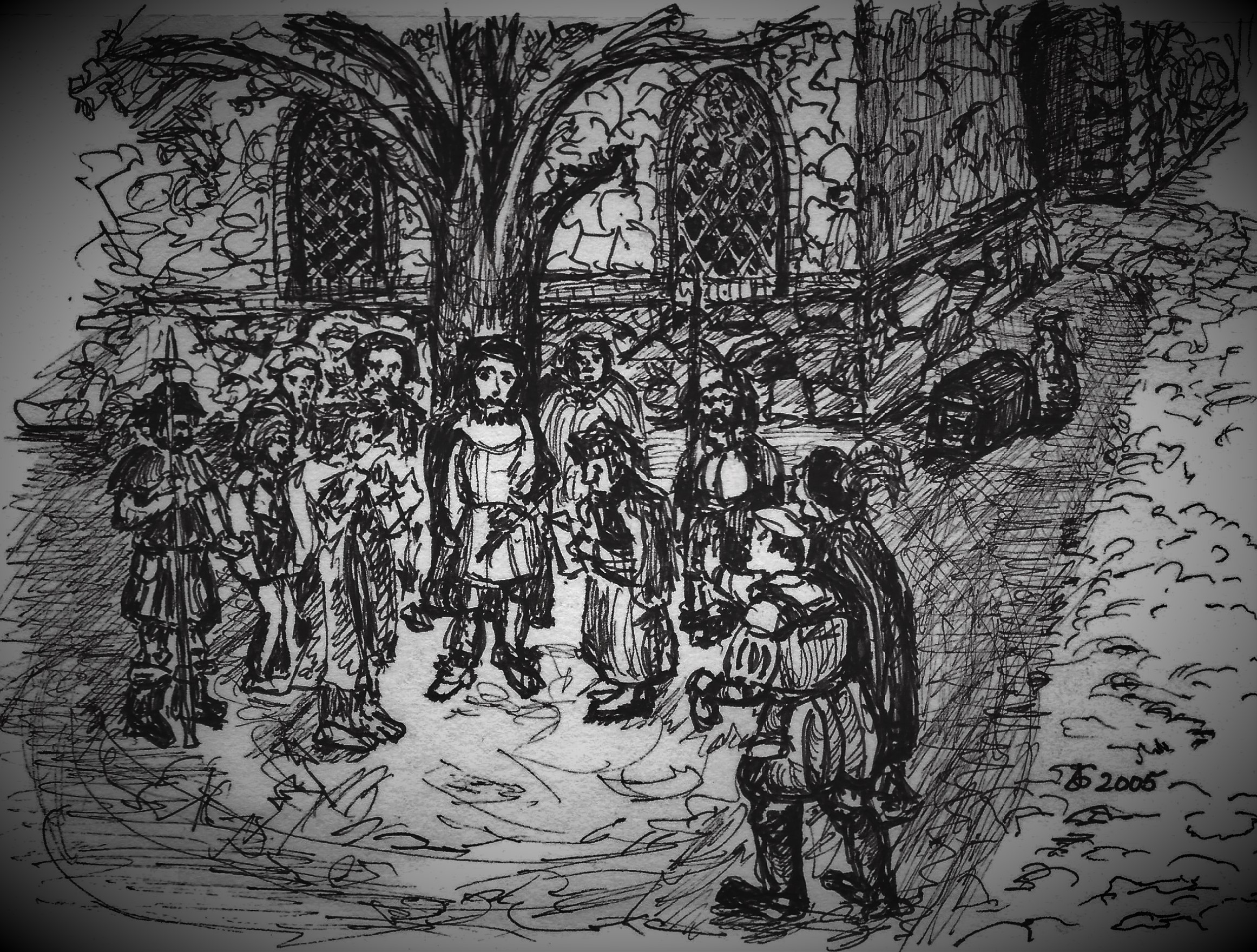
1558, Enthebung der Fam. Schmidt aus dem Erbschulzenamt

 Der Herzog zog danach eigennützig die Lehnschulzenstelle ein. 1563 wurde durch die von Dewitz aufgrund eines Universitätsgutachtens das Bauernlegen der Schmidts gerechtfertigt. Erst nach 1837 wurden vier Bauern (Schmidts darunter) wieder in eigene Hufen eingesetzt. Um 1850 wurde dann eine freie Cölpiner Stammfamilie Schmidt in der ortseigenen Ziegelei genannt (siehe Ziegelei Cölpin). 1934 erhielten die ritterschaftlichen Bauern, das heißt eigentlich die rittermäßigen Nachkommen Heinrich Schmidts (1306), Fritz Schmidt die Hufe I, Friedrich Schmidt die Hufe III, Johannes Schmidt die Hufe IV und Bauer Buchholz die Hufe II wieder zu ihrem Besitz. Schon zuvor wurde 1918 Johannes Schmidt zum ersten frei gewählten Bürgermeister in Cölpin ernannt. 1935 fragte der Landesbauernführer im Auftrag des Reichsbauernführers Walther Darré das Grundbuchamt Neubrandenburg: Ob früher dort (in Cölpin) Bauern oder Lehnbauern oder Kossäten ansässig gewesen sind, welche im Lauf der Jahre gelegt wurden. Das Reichssippenamt dokumentierte daraufhin die ehemaligen bäuerlichen und herrschaftlichen Grundbesitzverhältnisse des Dorfes. Dies war ein Grundstock für das Buch Bauer und Ritter in Mecklenburg. Stammbäume der Schmidts bis ins 16. Jahrhundert reichend konnten auf Grund fehlender Grundbuchakten in der Herrschaft von Dewitz nicht erbracht werden. Aber der Rittergutsbesitzer von Dewitz musste infolgedessen 221 ha Nutzland und das Vorwerk Hochkamp mit 84,77 ha abtreten, das dann die Schmidts pachteten.

## Lokatorenhufe I, märkisch-fränkisches Haus- und Gehöfte
Die Gehöftsformen des 14. Jahrhunderts sind noch in den Plänen der Schmidtschen Hufen (in rot) zu erkennen (Woldegker Chaussee 11–13).
Typisch für einen Dreiseitenhof wurden Stall und Scheune links und rechts des Wohnhauses angebaut, der Hof ist für den Lichteinfall nach Süd-Ost offen. Die Ställe zur Straße waren sogenannte Torställe, mit einer mittigen Tordurchfahrt auf die dreiseitig geschützten Höfe. Die 650 Jahre alten Hofanordnungen aus der Märkischen Gründerzeit sind nicht mehr erkennbar und die Nachkommen des Lokators sind nicht mehr in Cölpin.

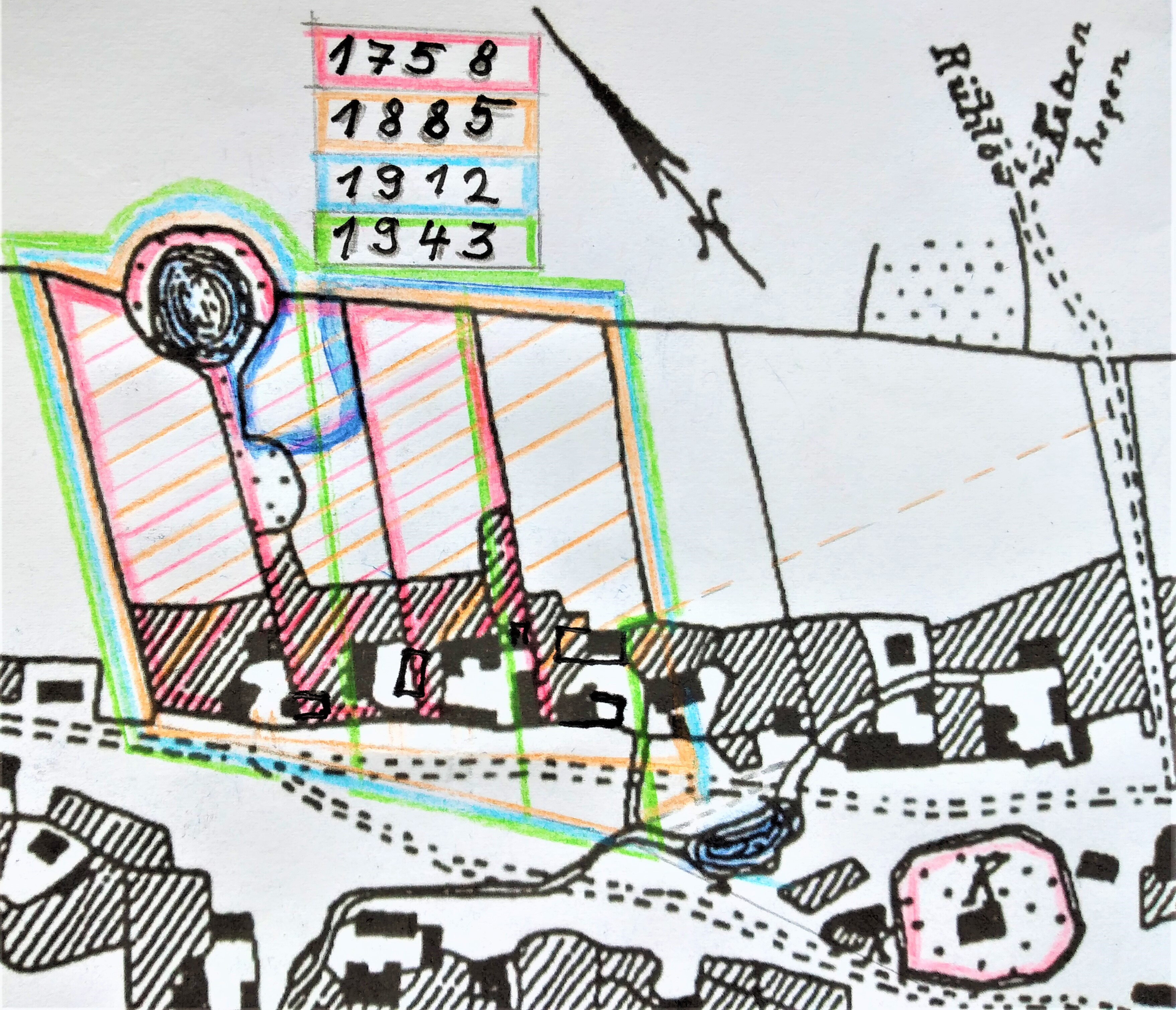
Dreiseitenhöfe im Vergleich um 1758
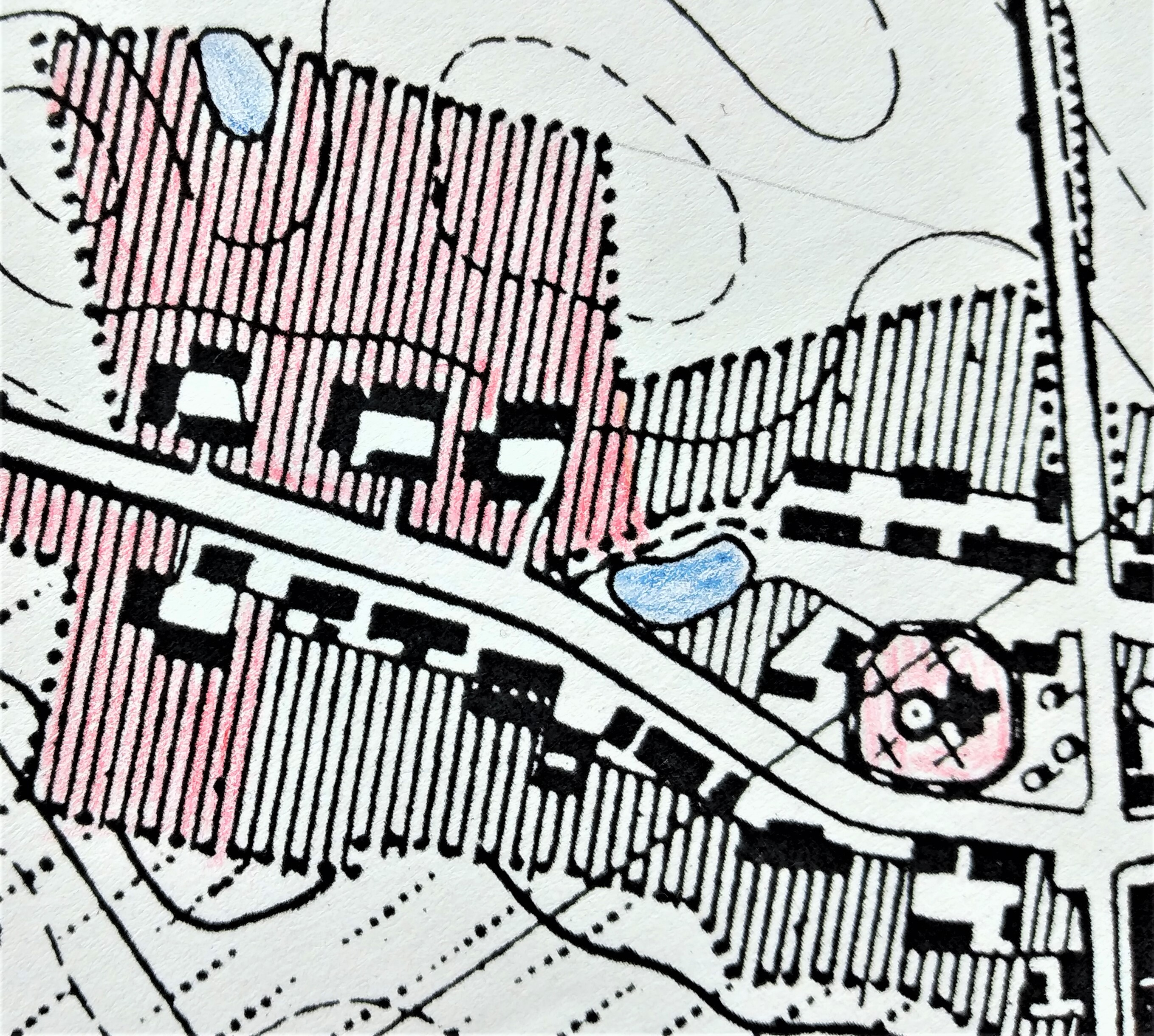
Dreiseitenhöfe um 1885
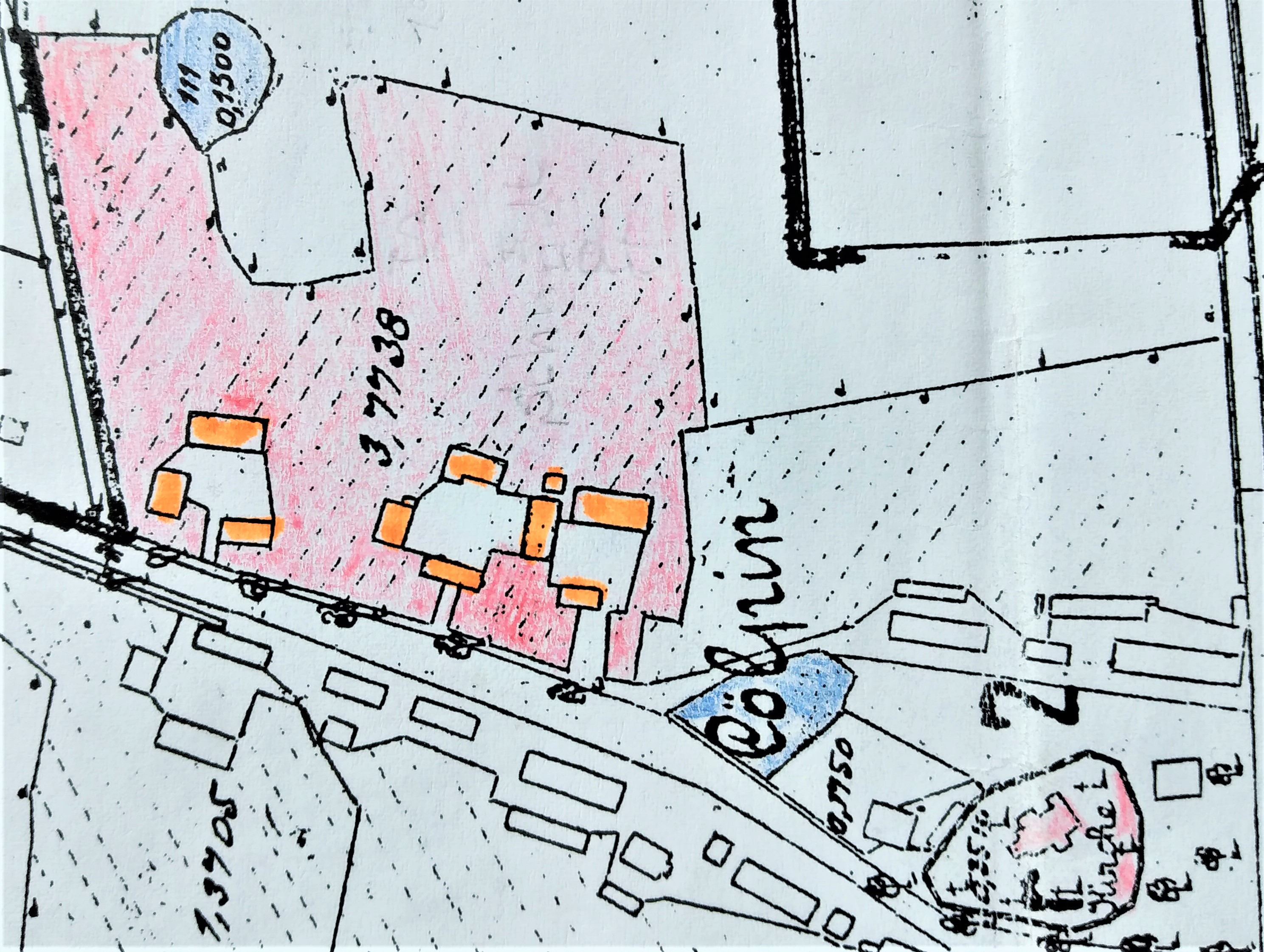
Dreiseitenhöfe um 1912
Dreiseitenhof Hufe I Straßenseite um 1908

## Fränkischer Haustyp
Der Gründerhof zeigte das Wohnhaus/Dielenhaus an der linken Hofseite. Das im 17. Jahrhundert gebaute Haus der Lokatornachkommen Schmidt zeigte charakteristisch eine Querdiele, der Eingang befand sich an der Traufseite zum Innenhof. Von einem Flur gingen drei Türen ab, eine Treppe führte ins Obergeschoss. Links des Flures war der größte Hausraum, der Pferdestall (diese Anordnung zeigt heute die Wertigkeit des Pferdebesitzes), geradeaus eine Tür zur Küche mit dem zentral eingebauten offenen Kaminherd mit der oben im Kamin vorhandenen Räucherkammer. Rechts vom Flur ging es in zwei Stuben mit kleinen Kammern. Die Grundherrschaft von Dewitz gab für den Bau neuer Bauernhäuser im 18. Jahrhundert Pläne vor. In den von Dewitz Dörfern, Ballwitz und Cölpin, wurden die gleichen Häuser errichtet (siehe Bauplan Ballwitz Hufe II). Eine Raumaufnahme des historischen Hausgebäudes vor dem Abriss auf der Hufe I in Cölpin zeigte 2007 noch diese historische Aufteilung. Die Feldsteinfundamente auf dem Grundstück sind erhalten geblieben.

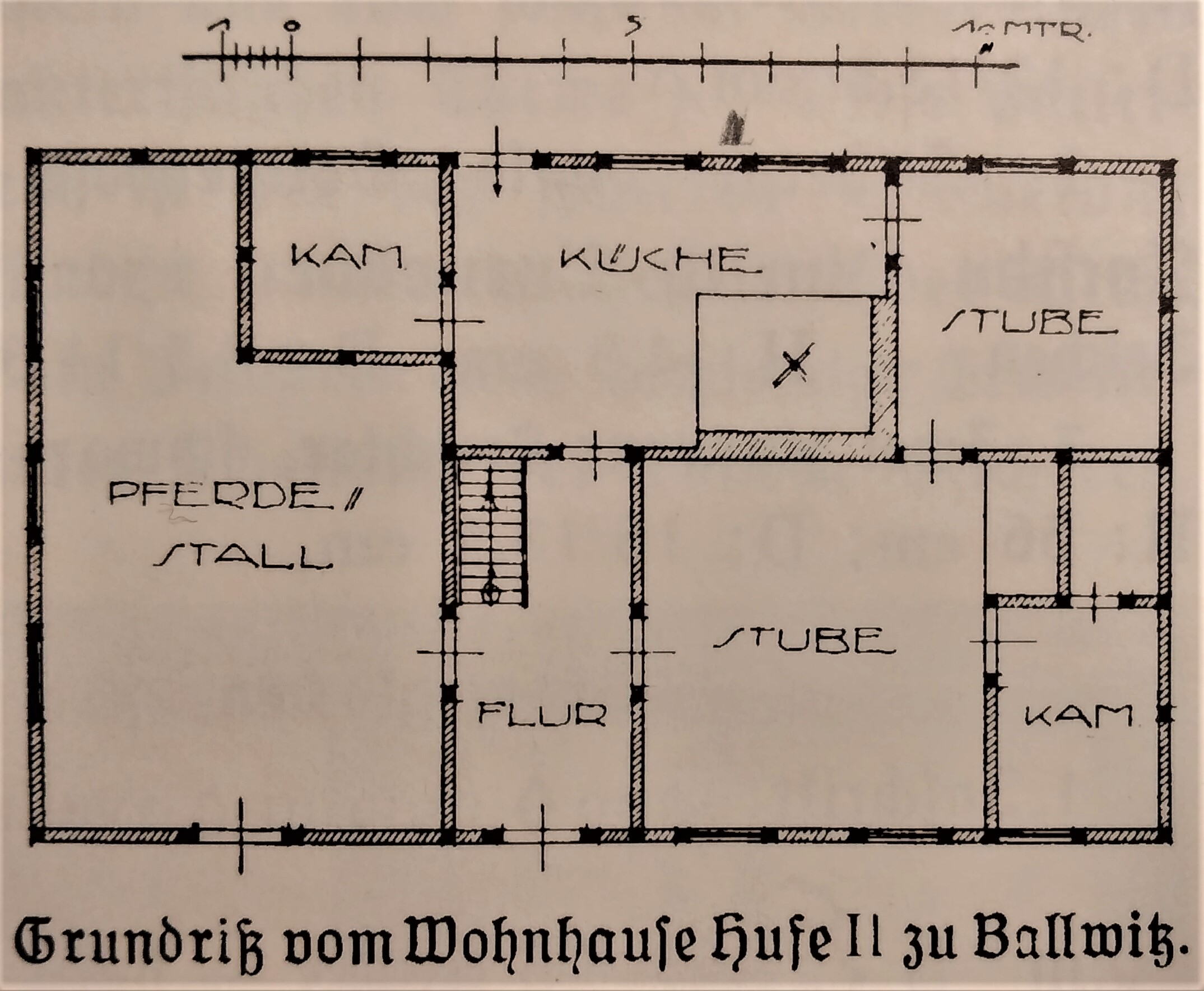
Musterplan Fränkischer Haustyp
Dreiseitenhof Hufe I Wohnhaus um 1908
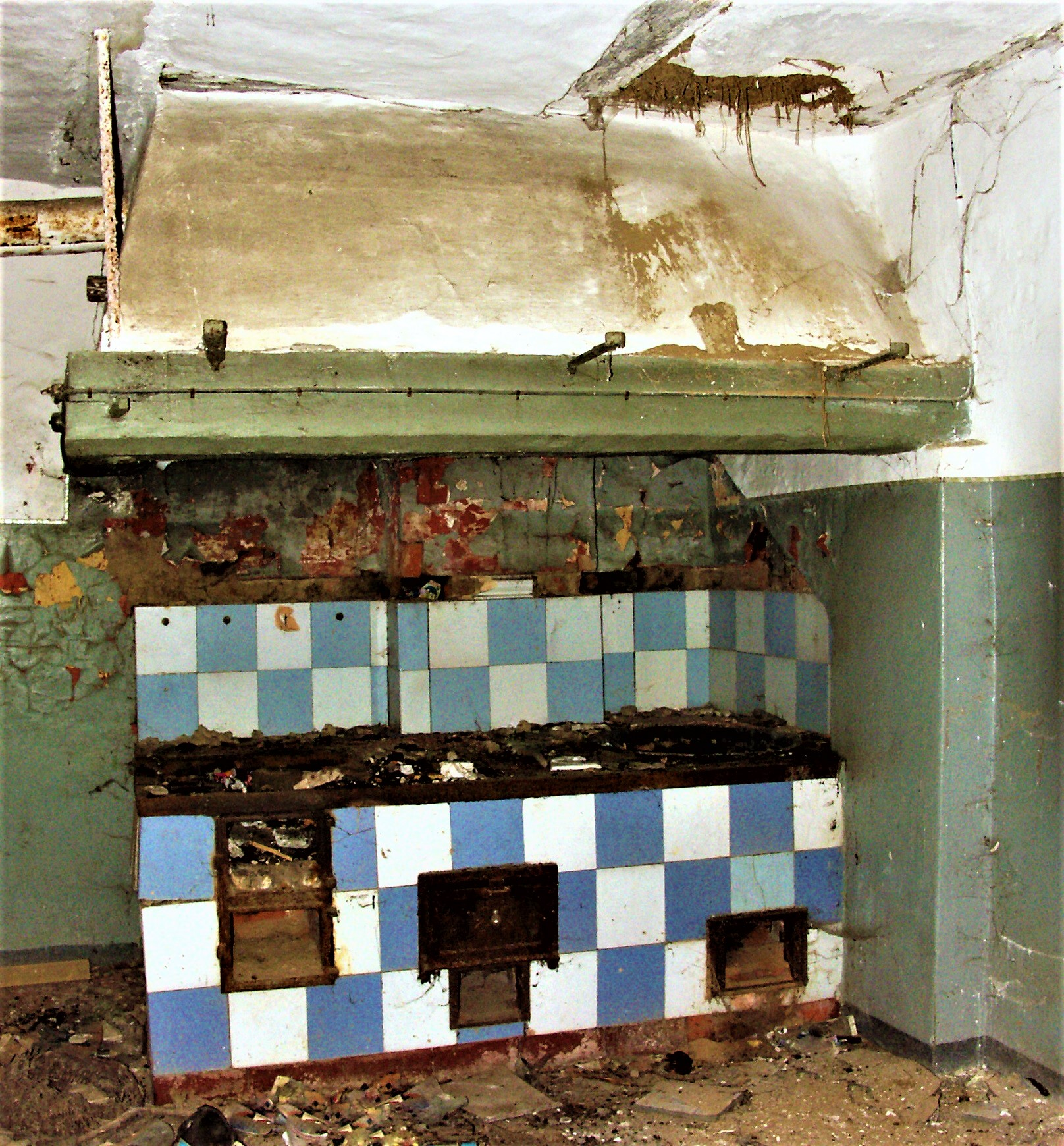
Zentralherdkamin in der Küche
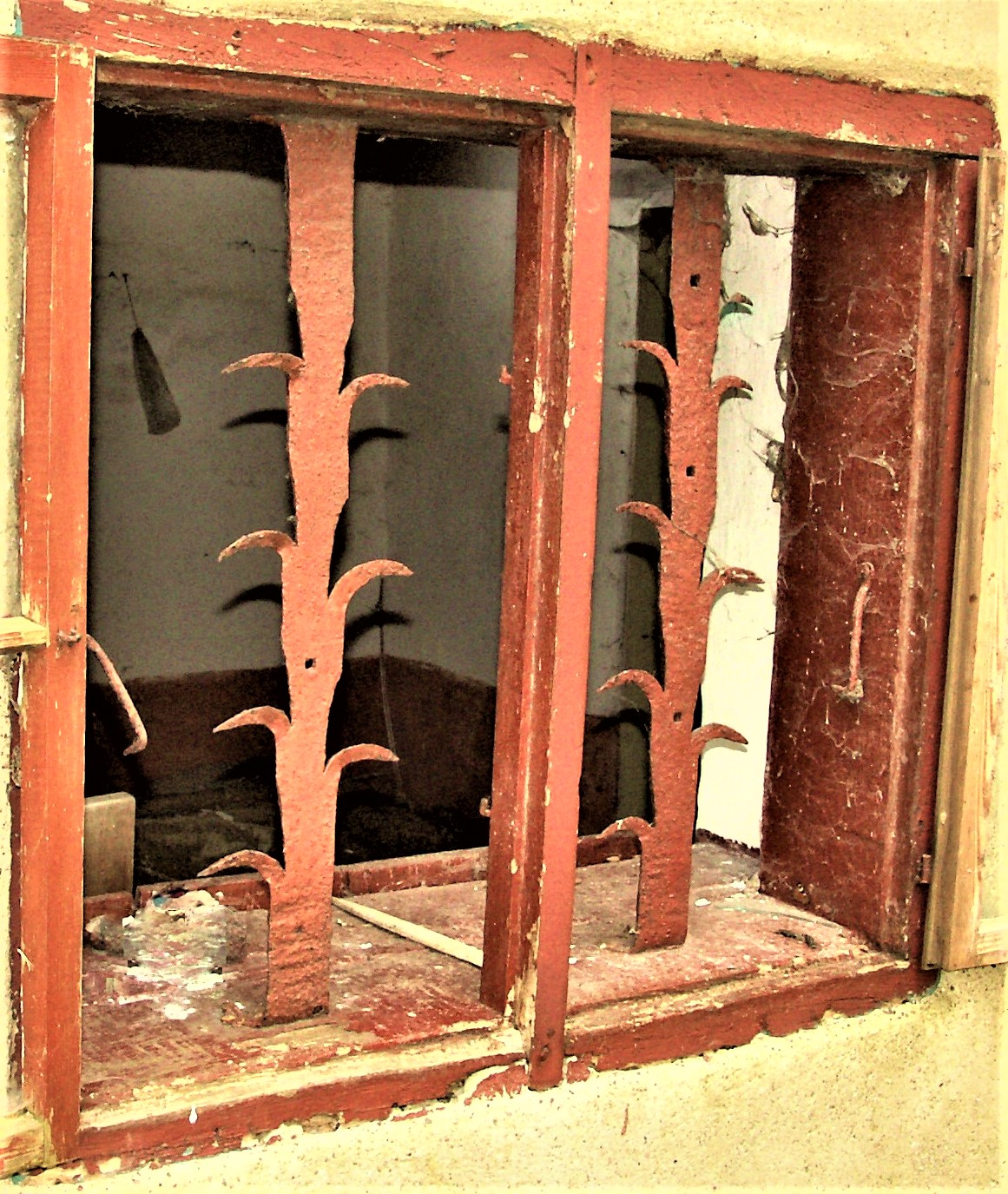
Wolfsgitter am Küchenfenster
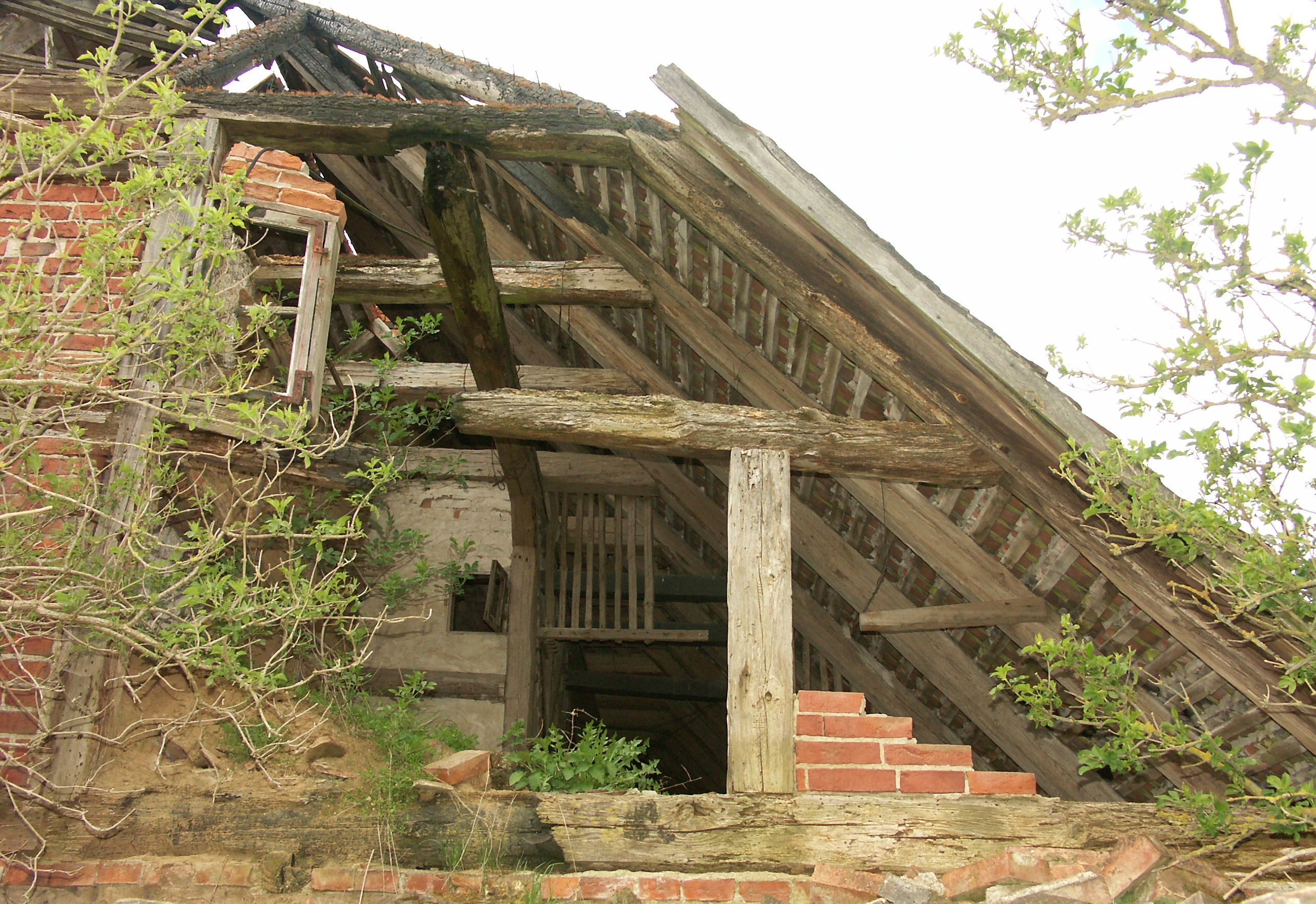
Räucherkammer im Abzugskamin
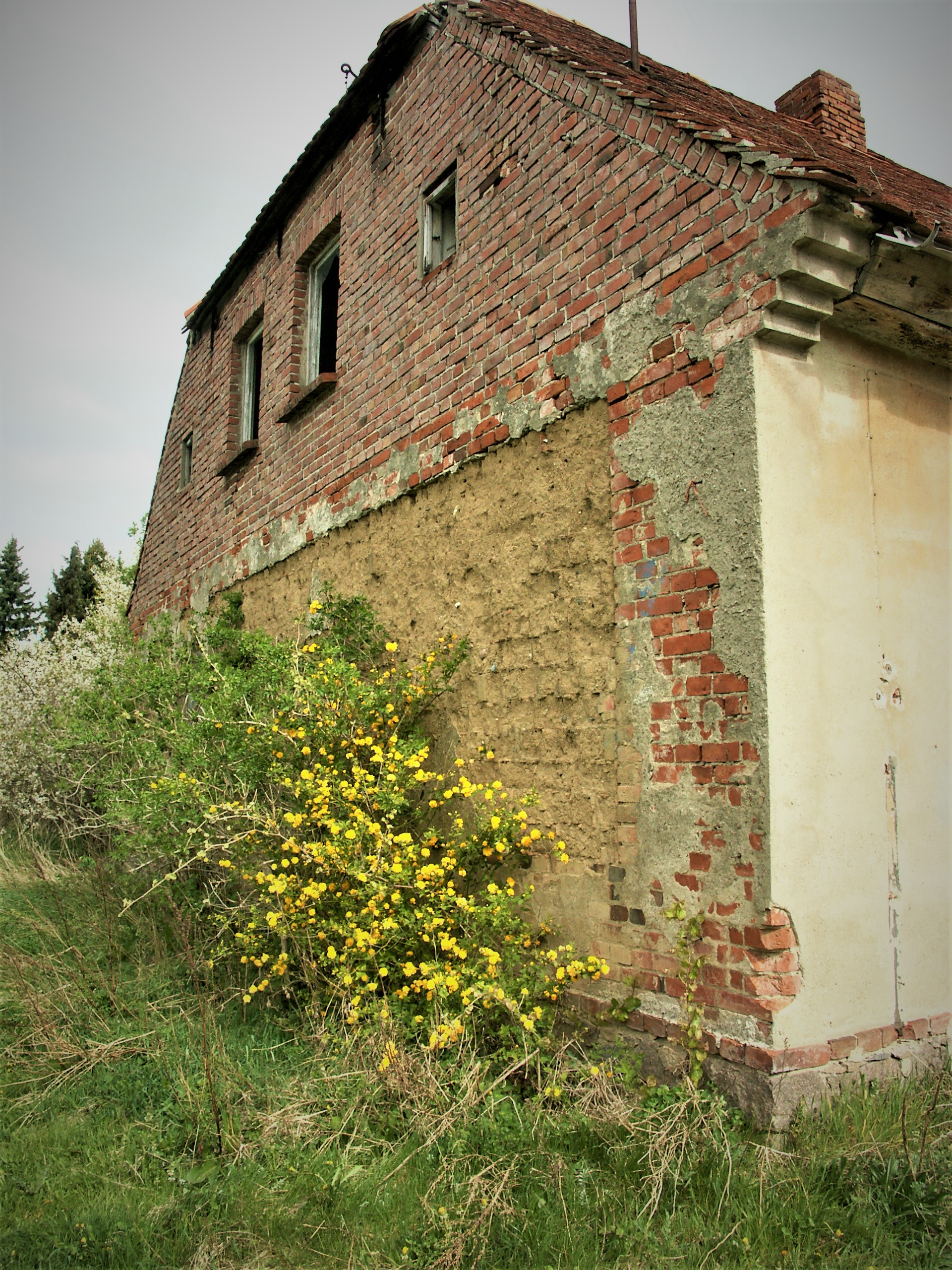
Südansicht, hinter den luftgetrocketen Ziegeln der ehem. Pferdestall
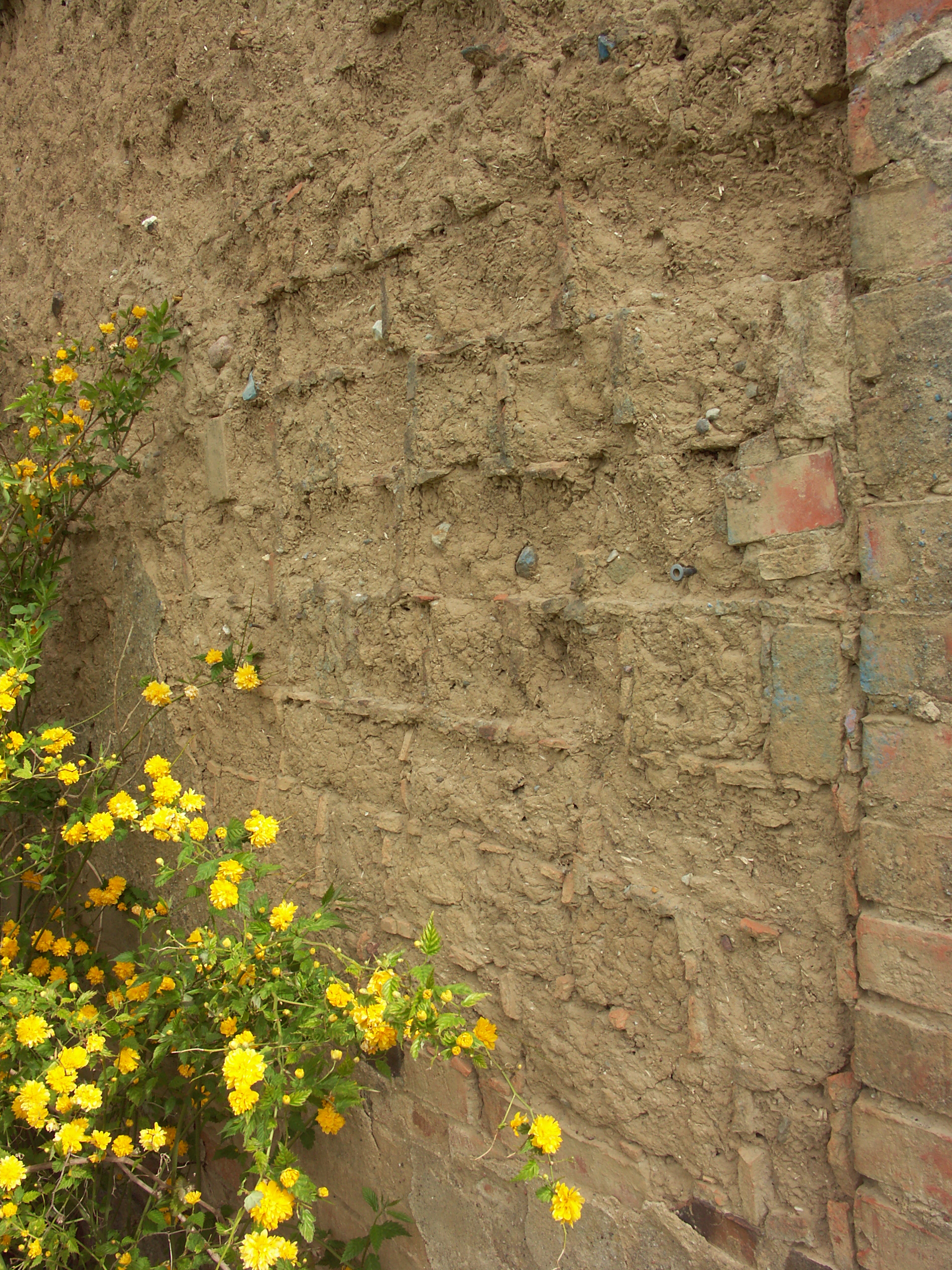
Detail der luftgetrockneten Lehmziegelwand
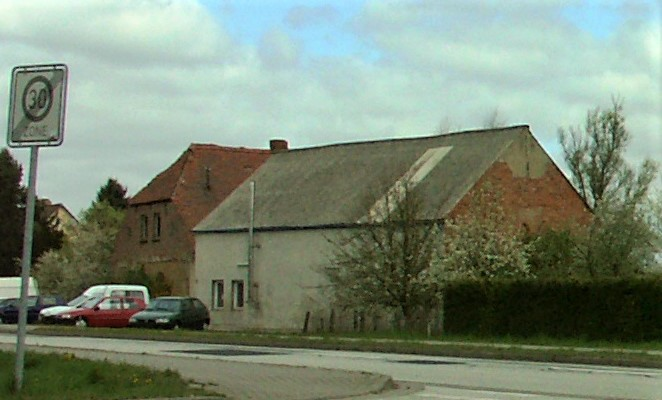
Straßenansicht mit ehemaligen Durchfahrhaus

## Rezeption
Unter dem Titel Bauer und Ritter in Mecklenburg erschien 1960 ein Buch von Paul Steinmann mit dem Thema Wandlungen der grundherrlich-bäuerlichen Verhältnisse im Westen und Osten Mecklenburgs vom 12./13. Jahrhundert bis zur Bodenreform 1945. Es schildert das freie Bauerngeschlecht der Schmidts in Cölpin von 1300 bis zur sozialistischen Bodenreform.

## Ziegelei Cölpin

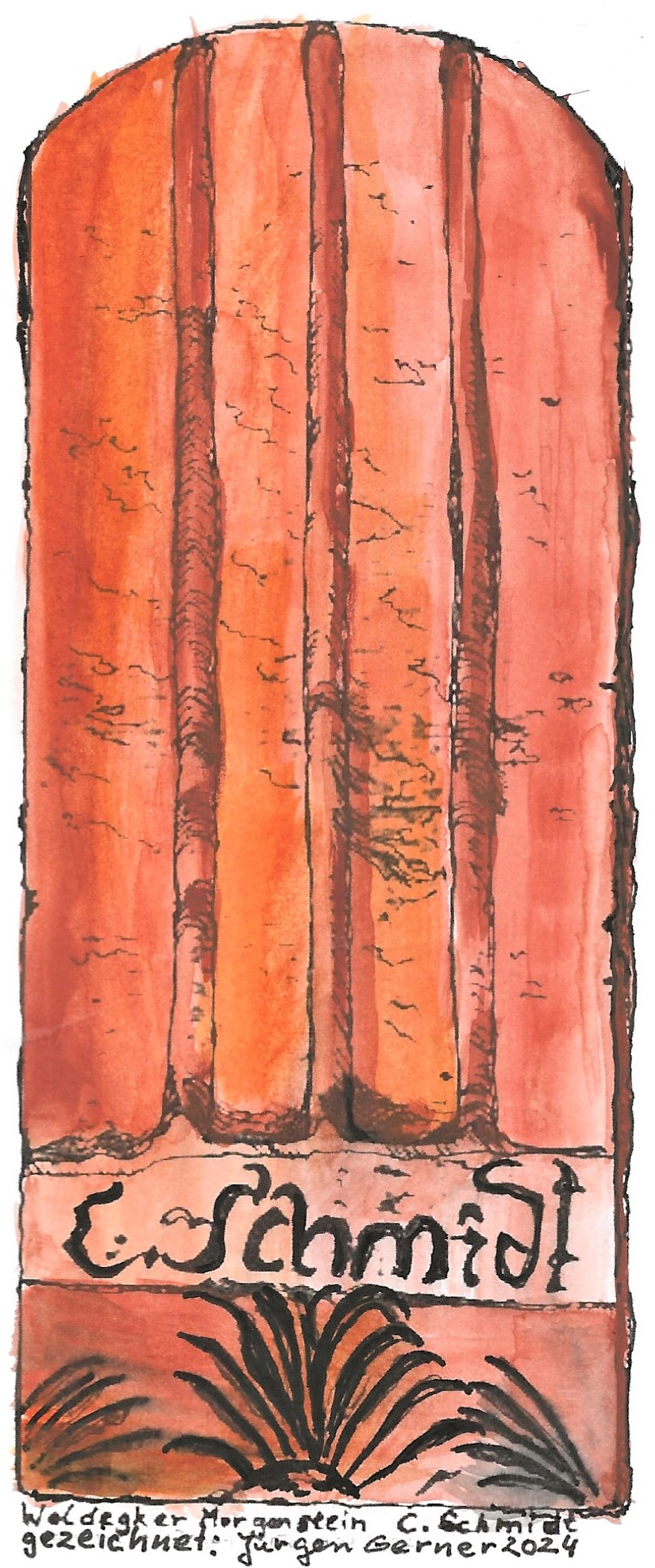
Morgenstein C.Schmidt

Der Rittergutsbesitzer Friedrich von Dewitz setzte Mitte des 19. Jahrhunderts einen Schmidtzweig als Ziegler in der gutseigenen Ziegelei ein. Der Tagelöhner Carl Friedrich Wilhelm Schmidt (* 1812) war der erste Ziegler, ihm folgten Johann Friedrich Wilhelm Schmidt (* 1840), dann Zieglermeister Carl (Ludwig) Schmidt (1871–1918). Die Zieglerfamilie Schmidt war verwandt mit Zieglermeistern in Gevezin und Dewitz, sie wohnten zeitweise in Sülten (1871–73 Bau der Kirche), (Kittendorf), Gevezin (Schwandt), auf Zingst, in Zinzow und Woldegk. In allen Orten wurden die Gutshäuser und große Stallgebäude gebaut, die Bauten wurden mit luftgetrockneten und gebrannten Ziegelsteinen errichtet. Die örtlichen Tongruben wurden restlos ausgebeutet. In dieser Zeit wurde die Cölpiner Ziegelei vom Wallteich weiter Richtung Osten verlegt. Diese bauintensive Zeit prägte diese Familie Schmidt, neben den drei Freibauernfamilien zu Baustoffproduzenten. Alles aber lief noch Ende des 19. Jahrhunderts unter der Regie der Gutsherrschaft von Dewitz. Eine Schmidt-Tochter heiratete den Gutsinspektor Klemp, eine Schwägerin den Statthalter Ratzow. Friedrich Schmidt (* 1870 Cölpin) war Ziegler auf Zingst, arbeitete in der Kalkbrennerei der Sundischen Wiese und wohnte dort, später in Pramort. Seine Schwester Thekla Schmidt und Karl Fr. M. Klemp (vom Ummanzer Klemp-Hof) erwarben auf der Sundischen Wiese den Wiesenhof an der Kalkgrube. Nach dem Niedergang der Ziegelei in Cölpin um 1900 orientierte sich dieser Familienzweig beruflich erfolgreich zur Eisenbahn in Neubrandenburg, Rostock, Bützow und Hagenow.